# Совет Министров Казахской ССР (1980)
Список Совета Министров Казахской ССР образованного 28 марта 1980 г. постановлением Верховного Совета Казахской ССР.

## Руководство
1. Председатель Совета Министров Казахской ССР — Ашимов, Байкен Ашимович.
2. Первый заместитель Председателя Совета Министров Казахской ССР — Гребенюк, Василий Андреевич.
3. Заместитель Председателя Совета Министров Казахской ССР — Джиенбаев, Султан Сулейменович.
4. Заместитель Председателя Совета Министров Казахской ССР — Гукасов, Эрик Христофорович.
5. Заместитель Председателя Совета Министров Казахской ССР — Жаныбеков, Шангерей Жаныбекович.
6. Заместитель Председателя Совета Министров Казахской ССР — Карбовский, Эдуард Семёнович.
7. Заместитель Председателя Совета Министров Казахской ССР — Кобжасаров, Кудайберген Дюсенович.
8. Заместитель Председателя Совета Министров Казахской ССР, председатель Государственного планового комитета Казахской ССР Такежанов, Саук Темирбаевич.

## Министры
1. Министр внутренних дел Казахской ССР — Платаев, Андрей Георгиевич.
2. Министр высшего и среднего специального образования Казахской ССР — Катаев, Турганбек.
3. Министр геологии Казахской ССР — Чакабаев, Сакен Ержанович.
4. Министр заготовок Казахской ССР — Даиров, Музаппар.
5. Министр здравоохранения Казахской ССР — Шарманов, Турегельды Шарманович.
6. Министр иностранных дел Казахской ССР — Базарбаев, Муслим Базарбаевич.
7. Министр культуры Казахской ССР — Еркимбеков, Жексембек.
8. Министр легкой промышленности Казахской ССР — Ибрагимов, Вагиз Галимович.
9. Министр лесной и деревообрабатывающей промышленности Казахской ССР — Альдербаев, Молдан Альдербаевич.
10. Министр лесного хозяйства Казахской ССР — Зайцев, Анатолий Михайлович.
11. Министр мелиорации и водного хозяйства Казахской ССР — Тыныбаев, Абубакир Алиевич.
12. Министр монтажных и специальных строительных работ Казахской ССР — Ержанов, Борис Михайлович.
13. Министр мясной и молочной промышленности Казахской ССР — Алыбаев, Арипбай Алыбаевич.
14. Министр пищевой промышленности Казахской ССР — Наданбаев, Букейлен Тумабаевич.
15. Министр промышленности строительных материалов Казахской ССР — Паримбетов, Беркимбай Паримбетович
16. Министр просвещения Казахской ССР — Балахметов, Кажахмет Балахметович.
17. Министр рыбного хозяйства Казахской ССР — Утегалиев, Исхак Махмудович.
18. Министр связи Казахской ССР — Елибаев, Абдуразак Алписбаевич.
19. Министр сельского строительства Казахской ССР — Мусин, Курган Нурханович.
20. Министр сельского хозяйства Казахской ССР — Моторико, Михаил Георгиевич.
21. Министр строительства предприятий тяжелой индустрии Казахской ССР — Ломов, Александр Васильевич.
22. Министр торговли Казахской ССР — Иванов, Михаил Степанович.
23. Министр финансов Казахской ССР — Байсеитов, Рымбек Смакович.
24. Министр цветной металлургии Казахской ССР — Нагибин, Владимир Дмитриевич.
25. Министр энергетики и электрификации Казахской ССР — Батуров, Тимофей Иванович.
26. Министр юстиции Казахской ССР — Джусупов, Бекайдар.
27. Министр автомобильного транспорта Казахской ССР — Кадырбаев, Владимир Касымович.
28. Министр автомобильных дорог Казахской ССР — Гончаров, Леонид Борисович.
29. Министр бытового обслуживания населения Казахской ССР — Конакбаев, Каскатай Досович.
30. Министр жилищно-коммунального хозяйства Казахской ССР — Чернышёв, Александр Иванович.
31. Министр местной промышленности Казахской ССР — Кулахметов, Ануарбек.
32. Министр социального обеспечения Казахской ССР — Омарова, Зауре Садвокасовна.

## Председатели Комитетов
1. Председатель Государственного комитета Казахской ССР по делам строительства — Бектемисов, Анет Иманакышевич.
2. Председатель Государственного комитета Казахской ССР по материально-техническому снабжению — Танкибаев, Жанша Абилгалиевич.
3. Председатель Государственного комитета Казахской ССР по труду — Касымканов, Аубакир Касымканович.
4. Председатель Государственного комитета Казахской ССР по ценам — Накипов, Шаймерден Каппазович.
5. Председатель Государственного комитета Казахской ССР по профессионально — техническому образованию — Джандосов, Санджар Уразович
6. Председатель Государственного комитета Казахской ССР по телевидению и радиовещанию — Хасенов, Хамит.
7. Председатель Государственного комитета Казахской ССР по кинематографии — Галимжанова, Ляйля Галиевна
8. Председатель Государственного комитета Казахской ССР по делам издательств, полиграфии и книжной торговли — Елеукенов, Шериаздан Рустемович.
9. Председатель Комитета государственной безопасности Казахской ССР — Шевченко, Василий Тарасович.
10. Председатель Государственного комитета Казахской ССР по производственно-техническому обеспечению сельского хозяйства — Егоров, Александр Михайлович.
11. Председатель Государственного комитета Казахской ССР по обеспечению нефтепродуктами — Брагин, Александр Константинович (политик).
12. Управляющий делами Совета Министров Казахской ССР — Кондратович, Вадим Петрович.
13. Начальник Центрального статистического управления Казахской ССР — Троценко, Зинаида Павловна.
14. Председатель Комитета Казахской ССР по надзору за безопасным ведением работ в промышленности и горному надзору — Галимжанов, Кемель Галиуллович.
15. Председатель Комитета народного контроля Казахской ССР — Канцеляристов, Петр Семёнович. (В соответствии со ст. 21 Закона Казахской ССР о Совете Министров Казахской ССР в состав Совета Министров Казахской ССР включается председатель Комитета народного контроля Казахской ССР.)